# Anděl (métro de Prague)
Anděl est une station de métro à Prague, en Tchéquie. Située sur la ligne B du métro de Prague entre Smíchovské nádraží et Karlovo náměstí, elle est ouverte depuis le 2 novembre 1985.